# Щукина, Наталья Юрьевна
Наталья Юрьевна Щукина (род. 12 сентября 1970, Барнаул, СССР) — советская и российская актриса театра и кино. Заслуженная артистка России (2002). Доцент кафедры мастерства актёра театрального института имени Бориса Щукина.

## Биография
Наталья Щукина родилась 12 сентября 1970 года в Барнауле. Позднее училась в Москве, в «театральной» школе № 123, из которой в 1980 году поступила в Театр-студию Вячеслава Спесивцева на Красной Пресне, где начала играть в спектаклях. Самый известный из них — «Приключения Тома Сойера» (роль Сюзи Гарпер).
Дебютировала в кино в пятнадцать лет в картине Рубена Мурадяна «Фотография на память», а уже через два года снялась в главной роли в фильме Эльдара Рязанова «Дорогая Елена Сергеевна».
В 1992 году окончила Высшее театральное училище имени Б. В. Щукина (курс Ю. М. Авшарова) и была принята в труппу театра «Ленком», где прослужила до 26 августа 2021 года.
В 2009 году начала работать в вахтанговской школе в качестве педагога-стажёра. С 2011 года — преподаватель кафедры мастерства Театрального училища имени Б. В. Щукина. С 2022 года — доцент кафедры мастерства актёра.

## Семья
Замужем за бизнесменом с 1992 года. Дочь Александра родилась в 1994 году.

## Творчество

### Роли в театре

#### Театр «Ателье»
- 2002 — «Ladies' night. Только для женщин»[4] по пьесе Энтони Маккартена, Стефана Синклера и Жака Коллара — Гленда
- 2017 — «Трактирщица»[5] по пьесе К. Гольдони — Ортензия

#### Театр «Ленком»
- «Поминальная молитва» Г. Горина — Цейтл
- «Мудрец» А.Островского — Машенька
- «Мистификация» по произведениям Н. Гоголя — Улинька
- «Две женщины» И.Тургенева — Лизавета Богдановна
- «Тартюф» Мольер — Дорина, горничная Марианы[6]
- «Город миллионеров» Э.де Филиппо — Лючия
- «Князь» по роману Ф.Достоевского «Идиот» — генеральша Епанчина
- «Пять вечеров» А. Володин — Зоя[7]
- «Безумный день, или женитьба Фигаро» Пьер Бомарше. Режиссёры: Марк Захаров, Юрий Махаев — Сюзанна[8]
- «Ва-банк» (сцены из комедии А. Н. Островского «Последняя жертва») — Ирина Лавровна[9]
- «Tout payé, или Всё оплачено» — Виржиния
- «Юнона и авось» — Испанская дама
- «Дона Флор и два её мужа» Ж. Амаду — Розилда, вдова[10]

#### Арт-Партнёр XXI
- «Клинический случай» Р. Куни — Розмари, Джейн

#### Продюсерский центр А. Самойленко
- «Дон Джованни» Д. Нигро — Донна Эльвира

#### Театр наций
- «На всякого мудреца» (режиссёр — Константин Богомолов) — Мамаева

#### Театр на Малой Бронной
- «Без вины виноватые» (режиссёр — Роман Самгин) — Нина Павловна Коринкина

### Фильмография

#### Роли в кино
| Год  |     | Название                           | Роль                                                 |
| ---- | --- | ---------------------------------- | ---------------------------------------------------- |
| 1985 | ф   | Фотография на память               | Оля Костина                                          |
| 1986 | тф  | Была не была                       | Имя персонажа не указано                             |
| 1988 | ф   | Брызги шампанского                 | Юля                                                  |
| 1988 | ф   | Дорогая Елена Сергеевна            | Ляля                                                 |
| 1988 | кор | Защитник Седов                     | Катя                                                 |
| 1989 | ф   | Интердевочка                       | Наталья-Школьница                                    |
| 1990 | ф   | Секс и перестройка                 | Натали                                               |
| 1991 | ф   | Небеса обетованные                 | Жанна                                                |
| 1993 | ф   | Настя                              | Валя                                                 |
| 1994 | ф   | Подмосковные вечера                | Соня                                                 |
| 1994 | ф   | Призрак дома моего                 | Имя персонажа не указано                             |
| 1999 | ф   | Поклонник                          | Юля                                                  |
| 2000 | ф   | Приходи на меня посмотреть         | Дина                                                 |
| 2003 | ф   | Ключ от спальни                    | Софи                                                 |
| 2004 | ф   | Мудрец                             | Машенька                                             |
| 2004 | с   | Тайный знак 3. Формула счастья     | женщина                                              |
| 2005 | ф   | Безумный день, или Женитьба Фигаро | Сюзанна                                              |
| 2005 | ф   | Мистификация                       | Улинька                                              |
| 2006 | ф   | Андерсен. Жизнь без любви          | мадемуазель Шалль                                    |
| 2006 | ф   | Будем на ты                        | Рожкова                                              |
| 2007 | ф   | Лузер                              | жена Фомы                                            |
| 2008 | ф   | Дачница                            | Алёна                                                |
| 2008 | мф  | Приключения Алёнушки и Ерёмы       | царевна Всеслава                                     |
| 2008 | мф  | Новые приключения Алёнушки и Ерёмы | царевна Всеслава                                     |
| 2009 | с   | Огни большого города               | Соня                                                 |
| 2010 | с   | Варенька. И в горе, и в радости    | Нина                                                 |
| 2010 | с   | Гаражи                             | Люся Серова                                          |
| 2010 | с   | Судьбы загадочное завтра           | Вера                                                 |
| 2011 | с   | Всё к лучшему                      | Вика                                                 |
| 2011 | с   | Дальнобойщики 3                    | Марина, журналист                                    |
| 2012 | ф   | Без свидетелей                     | Люда, соседка Татьяны                                |
| 2014 | с   | Тихая охота                        | Антонина Горбатова                                   |
| 2014 | с   | Отец Матвей                        | Анна Быстрова                                        |
| 2016 | ф   | Страна чудес                       | Алла, мама невесты                                   |
| 2016 | ф   | Отель Элеон                        | Валентина Ивановна, старшая горничная                |
| 2018 | ф   | Гранд (телесериал)                 | Валентина Ивановна, старшая горничная                |
| 2019 | с   | Ростов                             | мадам Волошко, хозяйка борделя                       |
| 2019 | с   | Хороший человек                    | Альбина Константиновна, финдиректор торгового центра |
| 2019 | ф   | Лови момент                        | Марья Петровна                                       |
| 2020 | ф   | Самый Новый год!                   | мама Саши                                            |
| 2021 | ф   | Яжотец                             | Людмила, соседка по общежитию                        |
| 2021 | с   | Западня                            | Антонина Петровна, тёща Гаркуши                      |
| 2023 | ф   | Чебурашка                          | Наталья Николаевна, директор дендрария               |
| 2023 | с   | Артист с большой дороги            | Таня                                                 |
| 2024 | ф   | Как я встретил её маму             | Генриетта Степановна                                 |
| 2025 | ф   | Наступит лето                      | хозяйка квартиры                                     |

#### Озвучание
| Год  |   | Название                 | Роль                          |
| ---- | - | ------------------------ | ----------------------------- |
| 1988 | ф | Узник замка Иф           | Гайде (роль Нодиры Мирзаевой) |
| 1989 | ф | Искусство жить в Одессе  | Катя (роль Софии Кузевой)     |
| 1997 | ф | Афёры, музыка, любовь... | Надя (роль Нодиры Мирзаевой)  |

## Признание и награды
- В 2002 году Наталье Юрьевне было присвоено звание заслуженной артистки России.
- В 2002 году была награждена независимой премией «Триумф».
- В 2007 году награждена премией имени Е. П. Леонова за лучшую роль в спектакле «Тартюф» театра «Ленком».
- В 2013 году награждена премией имени Е. П. Леонова за лучшую женскую роль второго плана роль в спектакле «Пять вечеров» театра «Ленком».
- Медаль ордена «За заслуги перед Отечеством» II степени (27 февраля 2023 года) — за вклад в развитие отечественной культуры и искусства, многолетнюю плодотворную деятельность[11].